# Coxinha
En coxinha (de frango) (portugisiska: [koˈʃiɲɐ dʒi ˈfɾɐ̃ɡu], ’litet (kyckling)lår’) är en traditionell brasiliansk maträtt som ofta äts som tilltugg eller snack. Den är populär även i Portugal.
Coxinhan är en friterad droppformad boll av vete- eller potatisdeg fylld med strimlat kycklingkött, ibland blandat med mjukost. Formen ska påminna om ett kycklinglår. Storleken varierar. Förutom den traditionella kycklingfyllningen finns numera varianter med till exempel torkat kött, ost, bacon och vegetariska alternativ som mandioca.

## Historia
Rätter liknande coxinha ska ha funnits i Frankrike under 1700-talet. Antonin Carême skriver i L’Art de la Cuisine Française au XIXème Siécle – Traité des Entrées Chaudes om päronformade kycklingkroketter. Via franska kockar ska rätten ha kommit till det portugisiska hovet under Maria I.
I en ofta återgiven men ifrågasatt historia om coxinhans ursprung i Brasilien sägs den komma från farmen Morro Azul i Limeira i delstaten São Paulo under slutet av 1800-talet. En pojke som påstods vara prinsessan Isabellas och greven av Eus son, skulle på grund av psykisk ohälsa hållas gömd och avskild från hovet. Pojken som hade problem maten accepterade bara att äta kycklinglår. En dag då inga kycklinglår fanns att servera skapade kocken istället ett »kycklinglår« av överblivet kycklingkött – den första coxinhan. Prinsessan blev förtjust i rätten och receptet spreds från den kejserliga familjen till São Paulo och hela landet.
Staden Limeira ordnar varje år i september en festival för att uppmärksamma rätten och dess historia – Festa da coxinha de Limeira. 